# Hươu sừng ngắn lông đỏ Trung Mỹ
Hươu sừng ngắn lông đỏ Trung Mỹ (danh pháp hai phần: Mazama temama) là một loài động vật có vú trong họ Hươu nai, bộ Guốc chẵn. Loài này được Kerr mô tả năm 1792. Loài này có phạm vi phân bố từ nam Mexico, qua Trung Mỹ, đến tây bắc Colombia. Trước đây loài này được xem là một phân loài của hươu sừng ngắn lông đỏ từ Nam Mỹ nhưng kiểu nhân của loài này có 2n = 50, còn loài hươu ngắn sừng đỏ có 2n = 68-70.

## Hình ảnh

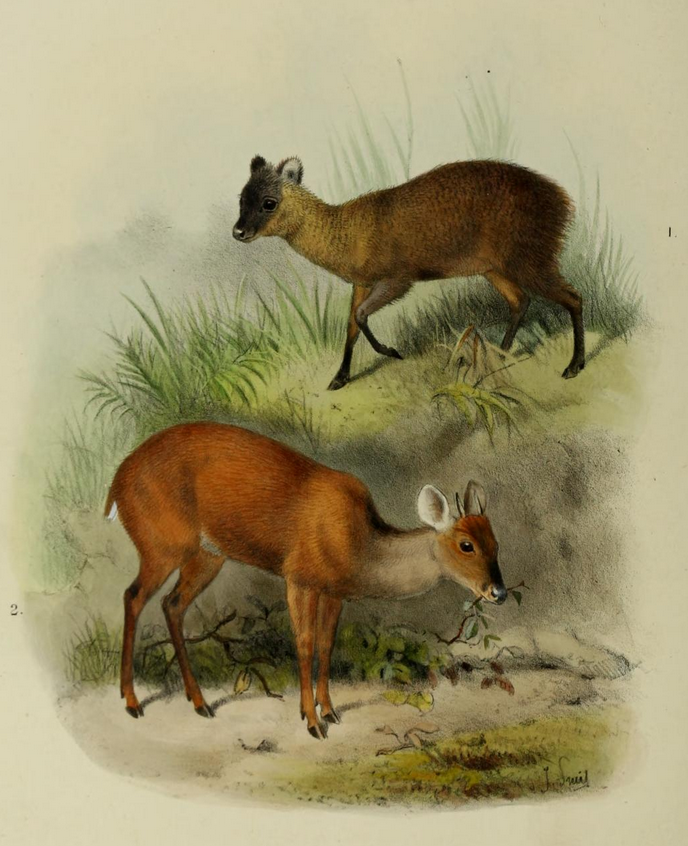